# Новіков Владислав Михайлович
Владислав Михайлович Новіков (рос. Владислав Михайлович Новиков; нар. 6 вересня 1971, Москва, РРФСР, СРСР) — радянський, російський та український футболіст, півзахисник.

## Клубна кар'єра
Вихованець московської ФШМ. Футбольну кар'єру розпочав у 1988 році в складі московського «Спартака». У 1991 році підсилив ташкентський «Пахтакор», але вже влітку того ж року прийняв запрошення сімферопольської «Таврії». 7 березня 1992 року дебютував у Вищій лізі в матчі з запорізьким «Торпедо» (2:0). Взимку 1993 року виїхав до Німеччини, де виступав у третьоліговому ТГС (Маркклеберг). У вересні 1994 року повернувся до сімферопольської «Таврії». Влітку 1995 року залишив кримський клуб, після чого зіграв один матч у футболці «ЦСКА-Борисфену», після чого підписав контракт з кременчуцьким «Кременем». Під час зимової перерви сезону 1996/97 років перейшов до складу донецького «Шахтаря». У 1998 році залишив розташування донецького клубу та перейшов до «Спартака-Чукотки», який виступав в аматорському чемпіонаті Росії. Того ж року завершив кар'єру гравця та повернувся до Москви, де на даний час і проживає.

## Досягнення

### Клубні
- Вища ліга чемпіонату України
  -  Чемпіон (1): 1992
  -  Срібний призер (2): 1997, 1998

- Кубок України
  -  Володар (1): 1997

### Відзнаки
- Майстер спорту України